# Battaglia del Muthul
La battaglia del Muthul è stato uno dei tanti episodi della Guerra giugurtina. Essa fu combattuta durante il 108 a.C. tra i Numidi guidati dal re Giugurta e il potente esercito romano di Cecilio Metello. Nonostante gli esiti incerti del conflitto, quattro anni dopo Giugurta fu condannato a morte dai Romani e catturato personalmente da Lucio Cornelio Silla. Secondo lo storico romano Publio Rutilio Rufo, il genio incredibile di Gaio Mario si distinse durante la battaglia, offrendo agli stessi Romani un giorno in più per vivere.
Il fiume Muthul (conosciuto anche con il nome di Wäd Mellag) attraversava il vecchio territorio di Aderbale nella Numidia orientale. In questo caso Metello avrebbe iniziato la sua campagna militare nella Numidia sud-orientale, per rafforzare i suoi legami di comunicazione con il resto della Repubblica romana. Secondo le ipotesi di Mannert e Forbiger, che identificarono il Muthul con il fiume Ubus, Metello cominciò la sua campagna nella Numidia occidentale, ma successivamente poi tornerà a Zama.

## Conflitto
L'obiettivo del contingente militare di Metello era nel raggiungere le forze principali della Numidia. La sua armata dovettero scendere dalle montagne e attraversarono una pianura desertica larga 18 miglia per giungere al fiume Muthul dove riempirono le loro riserve d'acqua. Giugurta invece schierò una parte della sua fanteria e tutti i suoi elefanti da guerra lungo il fiume, mentre la cavalleria e la restante maggioranza della fanteria sotto la guida di Bomilcare si nascosero in una piccola e folta dorsale lungo il percorso che l'esercito romano doveva seguire.
Scendendo dal passo montano, Metello avvistò l'imboscata, ma il suo esercito si trovava a corto di acqua, mentre doveva attraversare il deserto senza la copertura della cavalleria e in vista il nemico che lo aspettava. Così decise di distaccare una piccola forza sotto il comando di Publio Rutilio Rufo per organizzare un campo base vicino al fiume. La parte principale dell'esercito romano invece si mosse diagonalmente verso la forza numidiana sul crinale per spostarli.
Giugurta ordinò alla sua fanteria di bloccare la ritirata dei romani occupando il passo montano mentre la cavalleria numidiana caricava contro i romani, disperdendoli in piccoli distaccamenti. A questo punto, i romani erano disposti in tanti piccoli gruppi, incapaci di eseguire qualsiasi movimento coordinato. Ogni gruppo lottava per la propria sopravvivenza, la cavalleria numidiana aveva il pieno controllo del campo di battaglia. Bomilcare ingaggiò contro le truppe di Publio, impedendogli così di supportare le truppe di Metello.
Nel frattempo, Gaio Mario riuscì a riorganizzare alcuni distaccamenti, sotto un'unica direzione composta da 2 000 uomini marciò contro i numidi per aiutare il suo comandante Metello. Mario con la formazione a colonna, si diresse contro fanteria numidiana, la quale quest'ultima si ritirò, lasciando il controllo della collina ai romani. Da questa posizione, Mario guidò i suoi uomini contro la retroguardia della cavalleria numidiana, unendo i distaccamenti separati in un unico esercito.
Allo stesso tempo, Publio stava resistendo alla forza numidiana sul fiume, e riuscì ad uccidere gli elefanti numidi. La sera, i due eserciti si incontrarono e si riunirono. La ritirata strategica dei numidi risultò ben tempestiva, infatti le perdite furono drasticamente ridotte rispetto invece al danno ingente afflitto ai romani. Pertanto l'esito della battaglia rimase un po' indeciso. I sopravvissuti romani della battaglia riuscirono a sopravvivere soprattutto grazie alla guida ispiratrice di Mario contro le avversità.

## Conseguenze
Giugurta sciolse la maggior parte delle sue truppe e con successo tornò alla guerriglia. Sentendo della battaglia del Muthul e delle successive manovre di Metello contro le città numide, i romani una volta che ritornarono in patria applaudirono la grande performance di Metello:
Metello e Mario spinsero due legioni contro le città numide, ma la sconfitta di Metello a Zama costrinse i romani a ritirarsi a Cartagine.
Mario ritornò a Roma, fu eletto console con il sostegno del popolo e oltre le obiezioni del Senato. Dal momento in cui il Senato non gli concesse un esercito, Mario chiamò dei volontari. Nel suo nuovo esercito, era formato anche dal Capite Censi, ovvero la classe sociale dei contadini che solitamente non venivano reclutati per il servizio militare. Dopo la riforma militare di Mario dell'esercito romano, continuò la sua campagna militare contro Giugurta, fino alla sua cattura avvenuta nel 106 a.C.
Al Senato non piaceva Mario, proprio perché era un Uomo Nuovo (Novus Homo) che non faceva parte dell'élite, inoltre aveva dato a Metello il titolo di Numidicus, riconobbe il luogotenente Lucio Cornelio Silla come il conquistatore della Numidia. Tuttavia, Mario mantenne sempre saldo il sostegno del popolo di Roma e divenne console altre sei volte negli anni successivi.